# Boyeria grafiana
Boyeria grafiana är en trollsländeart som beskrevs av Williamson 1907. Boyeria grafiana ingår i släktet Boyeria och familjen mosaiktrollsländor. IUCN kategoriserar arten globalt som livskraftig. Inga underarter finns listade i Catalogue of Life.